# Associazione Calcio Lumezzane 2012-2013
Questa pagina raccoglie le informazioni riguardanti l 'Associazione Calcio Lumezzane nelle competizioni ufficiali della stagione 2012-2013.

## Stagione
Nella stagione 2012-2013 il Lumezzane disputa il girone A del campionato di Prima Divisione, raccoglie 43 punti che vale l'ottava posizione finale. Allenato dal tecnico Gianluca Festa, nel girone di andata ha messo insieme 23 punti, chiudendolo in settima posizione, nel girone di ritorno perde qualche posizione, il 25 marzo il tecnico Giovanni Santini prende il posto di Festa, ma la squadra rossublù non riesce ad inserirsi nella lotta per raggiungere i Play-off. Con 14 reti Roberto Inglese è stato il miglior marcatore stagionale dei valgobbini. Nella Coppa Italia nazionale i rossoblù nel primo turno hanno superato (3-0) la Sarnese, mentre nel secondo turno sono stati eliminati (4-3) dal Novara. Nella Coppa Italia di Lega Pro il Lumezzane, avendo partecipato alla Coppa nazionale, non ha disputato il girone di qualificazione, nel primo turno eliminatorio supera (2-1) l'Albinoleffe, nel secondo turno supera il turno sbancando il Sudtirol a Bolzano (0-2), poi nel girone B del terzo turno supera  (3-2) il Bassano, ma perde (4-0) con il Pisa che accede alle semifinali.

## Rosa
| N. |                     | Ruolo | Calciatore          |
| -- | ------------------- | ----- | ------------------- |
|    | Senegal (bandiera)  | A     | Yves Baraye         |
|    | Italia (bandiera)   | D     | Riccardo Carlini    |
|    | Uruguay (bandiera)  | C     | Pablo Ceppelini     |
|    | Italia (bandiera)   | P     | Jacopo Coletta      |
|    | Ghana (bandiera)    | C     | Papa Ekow Dadson    |
|    | Italia (bandiera)   | D     | Dario D'Ambrosio    |
|    | Italia (bandiera)   | D     | Paolo Dametto       |
|    | Italia (bandiera)   | D     | Salvatore Gallo     |
|    | Italia (bandiera)   | A     | Francesco Galuppini |
|    | Italia (bandiera)   | C     | Daniele Giorico     |
|    | Italia (bandiera)   | D     | Andrea Guagnetti    |
|    | Italia (bandiera)   | A     | Roberto Inglese     |
|    | Bulgaria (bandiera) | A     | Radoslav Kirilov    |

| N. |                    | Ruolo | Calciatore          |
| -- | ------------------ | ----- | ------------------- |
|    | Italia (bandiera)  | D     | Davide Mandelli     |
|    | Italia (bandiera)  | C     | Michele Marcolini   |
|    | Italia (bandiera)  | D     | Antonio Meola       |
|    | Italia (bandiera)  | A     | Federico Peli       |
|    | Italia (bandiera)  | C     | Andrea Pintori      |
|    | Italia (bandiera)  | D     | Marcello Possenti   |
|    | Italia (bandiera)  | D     | Francesco Sabatucci |
|    | Senegal (bandiera) | A     | Amadou Samb         |
|    | Italia (bandiera)  | C     | Federico Sevieri    |
|    | Italia (bandiera)  | A     | Ernesto Torregrossa |
|    | Italia (bandiera)  | A     | Omar Torri          |
|    | Italia (bandiera)  | P     | Mauro Vigorito      |
|    | Italia (bandiera)  | D     | Massimo Zamparo     |

## Risultati

### Lega Pro Prima Divisione

#### Girone di andata
| Arbitro: | Ghersini (Genova) |

|                         |           |           |
| P. Rossi 19’ Alessi 82’ | Marcatori | 73’ Torri |

| Arbitro: | Pezzuto (Lecce) |

|            |           |                    |
| Baraye 56’ | Marcatori | 68’ L. Della Rocca |

| Pavia 16 settembre 2012, ore 15:00 3ª giornata | Pavia            | 0 – 0 referto | Lumezzane | Stadio Pietro Fortunati (779 spett.)\| Arbitro: \| Casaluci (Lecce) \| |
| Arbitro:                                       | Casaluci (Lecce) |               |           |                                                                        |

| Arbitro: | Cangiano (Napoli) |

|          |           |  |
| Samb 70’ | Marcatori |  |

| Cremona 30 settembre 2012, ore 15:00 5ª giornata | Cremonese               | 0 – 0 referto | Lumezzane | Stadio Giovanni Zini (2.020 spett.)\| Arbitro: \| Ripa (Nocera Inferiore) \| |
| Arbitro:                                         | Ripa (Nocera Inferiore) |               |           |                                                                              |

| Arbitro: | Caso (Verona) |

|                           |           |  |
| Giorico 45’ Marcolini 52’ | Marcatori |  |

| Arbitro: | Marini (Roma) |

|              |           |                |
| Mandelli 56’ | Marcatori | 21’ M. Mancosu |

| Arbitro: | Sacchi (Macerata) |

|                 |           |  |
| A. Ferretti 90’ | Marcatori |  |

| Arbitro: | Saia (Palermo) |

|                          |           |          |
| Torri 61’ D'Ambrosio 71’ | Marcatori | 55’ Foti |

| Arbitro: | Aversano (Treviso) |

|              |           |             |
| D. Rosso 60’ | Marcatori | 29’ Inglese |

| Arbitro: | Soricaro (Barletta) |

|           |           |                                |
| Torri 84’ | Marcatori | 43’ C.E. Ferrario 46’ Cristini |

| Arbitro: | Brasi (Seregno) |

|             |           |                      |
| Belotti 45’ | Marcatori | 6’ Inglese 18’ Torri |

| 25 novembre 2012 13ª giornata |  | – turno di riposo Lumezzane |  |  |

| Arbitro: | Bellotti (Verona) |

|                |           |               |
| D'Ambrosio 89’ | Marcatori | 16’ Tremolada |

| Arbitro: | Cangiano (Napoli) |

|                  |           |             |
| N. Tarantino 90’ | Marcatori | 18’ Inglese |

| Arbitro: | Rapuano (Rimini) |

|                                             |           |                     |
| Inglese 16’, 56’, 58’ Gallo 79’ Kirilov 84’ | Marcatori | 59’ Teso 80’ Cusaro |

| Arbitro: | Baroni (Firenze) |

|             |           |             |
| Poletti 78’ | Marcatori | 33’ Inglese |

#### Girone di ritorno
| Arbitro: | Paolini (Ascoli Piceno) |

|                           |           |  |
| Baraye 22’ R. Carlini 82’ | Marcatori |  |

| Arbitro: | Melidoni (Frattamaggiore) |

|                         |           |             |
| L. Della Rocca 16’, 65’ | Marcatori | 58’ Pintori |

| Arbitro: | Baldicchi (Città di Castello) |

|                            |           |  |
| Inglese 67’ D'Ambrosio 84’ | Marcatori |  |

| Arbitro: | Giovani (Grosseto) |

|                                                 |           |                      |
| Zamparo 13’ Possenti 36’ Thiam 53’ Testardi 82’ | Marcatori | 69’ Kirilov 90’ Samb |

| Arbitro: | Sacchi (Macerata) |

|                         |           |                |
| Kirilov 16’ Inglese 40’ | Marcatori | 47’ M. Carlini |

| Salò 17 febbraio 2013, ore 14:30 23ª giornata | Feralpisalò     | 0 – 0 referto | Lumezzane | Stadio Lino Turina (300 spett.)\| Arbitro: \| Merlino (Udine) \| |
| Arbitro:                                      | Merlino (Udine) |               |           |                                                                  |

| Arbitro: | Ros (Pordenone) |

|                            |           |  |
| Pacilli 81’ M. Mancosu 90’ | Marcatori |  |

| Arbitro: | Bindoni (Venezia) |

|            |           |                    |
| Kirilov 3’ | Marcatori | 11’ L. Della Rocca |

| Arbitro: | Rapuano (Rimini) |

|                                                        |           |  |
| De Rose 1’ Bogliacino 14’ Jeda 39’, 41’ Zappacosta 84’ | Marcatori |  |

| Arbitro: | Baroni (Firenze) |

|             |           |           |
| Inglese 50’ | Marcatori | 8’ Guerra |

| Arbitro: | Martinelli (Roma) |

|              |           |                 |
| Cristini 29’ | Marcatori | 50’ Torregrossa |

| Arbitro: | Ripa (Nocera Inferiore) |

|             |           |                           |
| Inglese 89’ | Marcatori | 32’ Taugourdeau 67’ Cissé |

| 14 aprile 2013 30ª giornata |  | – turno di riposo Lumezzane |  |  |

| Arbitro: | Ceccarelli (Rimini) |

|                                  |           |  |
| Donnarumma 8’, 51’ Mendicino 76’ | Marcatori |  |

| Arbitro: | Morreale (Roma) |

|                                |           |  |
| Ceppelini 26’ Kirilov 58’, 75’ | Marcatori |  |

| Arbitro: | Strocchia (Nola) |

|                |           |               |
| Bortolotto 90’ | Marcatori | 90’ Ceppelini |

| Arbitro: | Rossi |

|                          |           |  |
| Baraye 56’ Marcolini 79’ | Marcatori |  |

### Coppa Italia
| Arbitro: | Gentile (Lodi) |

|                                 |           |  |
| Inglese 2’, 55’ Maccabiti 90+3’ | Marcatori |  |

| Arbitro: | Baracani |

|                                                   |           |                                       |
| Inglese 12’ González 42’ Piovaccari 46’ Motta 60’ | Marcatori | 16’ Giorico 55’ Marcolini 69’ Kirilov |

### Coppa Italia di Lega Pro

#### Fasi finali
| Arbitro: | Rapuano (Rimini) |

|                            |           |             |
| Galuppini 42’ Baraye 90+7’ | Marcatori | 56’ Personé |

| Arbitro: | Aversano (Treviso) |

|  |           |                       |
|  | Marcatori | 37’ Kirilov 67’ Torri |

#### Terzo turno
| Arbitro: | Marchesini (Legnago) |

|                                                          |           |  |
| Scappini 24’ (rig.) Strizzolo 54’ Perez 69’ Barberis 88’ | Marcatori |  |

| Arbitro: | Morreale (Roma) |

|                          |           |                                  |
| Samb 8’, 15’ Kirilov 52’ | Marcatori | 45+1’ Gasparello 85’ D. Ferretti |